# Louis-Alexandre-Céleste d'Aumont
Louis-Alexandre-Céleste, 7e duc d'Aumont, duc de Villequier (14 août 1736, Paris - 16 août 1814, château de Villequier), est un général et homme politique français.

## Biographie
Issu  de la Maison d'Aumont, il est le fils de Louis Marie Augustin d'Aumont, duc d'Aumont, marquis de Villequier, pair de France, lieutenant-général des armées du Roi, premier gentilhomme de la Chambre du Roi, chevalier de ses ordres, et de son épouse, Victoire Félicité de Durfort Duras.
Il entre fort jeune dans les armées du roi, en 1752, il est lieutenant en second au régiment du Roi.
Il fait comme colonel au régiment des troupes boulonnaises les campagnes de la guerre de Sept Ans et la guerre d'indépendance américaine. Il est promu brigadier des armées du Roi en 1763, puis maréchal de camp en 1777 et lieutenant-général des armées du roi.
En 1770, il est admis aux Honneurs de la Cour.
En 1771, il achète en Picardie à Charles Alexis Brulart de Genlis, moyennant 1.6000.000 livres, le marquisat de Genlis, dont il obtient en 1774 l'érection en duché-pairie sous le nom de Villequier-Aumont.
En 1787, il vend le domaine de Piennes.
En 1789, il était gouverneur du Boulonnais et premier gentilhomme de la Chambre.
Le 30 mars 1789, il est élu député de la noblesse aux États généraux par la sénéchaussée de Boulogne-sur-Mer. Il se montre très hostile aux idées nouvelles, s'exprime en faveur de la vérification séparée des pouvoirs. Il rejoint la salle commune après l'ordre de Louis XVI, le 27 juin 1789. Il fait partie du comité des rapports. Il donne sa démission le 15 décembre 1789, et est remplacé par Louis-Marie-Guy du Blaisel de Rieux.
Initiateur du mouvement surnommé « Chevaliers du poignard », dénoncé comme ayant facilité la fuite du roi à Varennes, il émigre en avril 1791 et devint l'un des agents les plus actifs des princes.
Il sert dans l'Armée des Princes et à la Bataille de Valmy.
Dans les Pays-Bas, tous les Français qui n'eurent pas de lui un certificat furent arrêtés.
Il se rend ensuite à Mittau, auprès de Louis XVIII, qui lui confie plusieurs missions de confiance, telle l'escorte de la princesse Marie-Thérèse, fille de Louis XVI, lors de son élargissement par la République, en 1795.
Il inspire, dit-on, à Louis XVIII la lettre que celui-ci adresse au général Bonaparte pour l'engager à replacer sur le trône la Maison de Bourbon.
En 1799, la mort sans descendance masculine de son frère ainé, Louis Marie d'Aumont, 6e duc d'Aumont, fait de lui, de droit, le 7e duc d'Aumont.
En 1802, les deux filles et seuls enfants qui lui restent de son second mariage sont autorisées à rentrer en France, en application de la loi d'amnistie des émigrés. L'année suivante, elles obtiennent du premier consul, qui souhaite se concilier les bonnes grâces de leur parent maternel Etienne André François de Paule de Fallot de Beaumont, évêque de Gand, la restitution du domaine de Villequier Aumont, placé sous séquestre par la République. Vers 1808, elles font reconstruire le château de Villequier-Aumont, qui sera détruit en 1917-1918.
Sa proximité avec Louis XVIII empêche le duc de Villequier de suivre ses filles et il ne regagne la France qu'en 1814. Il est nommé pair de France le 4 juin 1814, dès le début de la première Restauration, mais meurt deux mois plus tard.

### Distinctions
- chevalier de l'ordre royal et militaire de Saint-Louis (1770) ;
- chevalier des ordres du Roi (1784)

### Mariage et descendance
Il fut marié deux fois : 
1. le 25 janvier 1759 avec Félicité Louise Le Tellier de Courtanvaux, dame d'honneur de Mesdames (1736 - 30 juin 1768), fille de François César Le Tellier, marquis de Courtanvaux, duc de Doudeauville, grand d'Espagne, seigneur d'Ancy le Franc, et de Louise Antonine de Gontaut Biron.
2. à Paris le 19 août 1771 avec Antoinette Marguerite Henriette de Mazade (1756 - Villequier-Aumont, 11 septembre 1785), fille de Guillaume de Mazade, seigneur de Saint Bresson, trésorier des Etats de Languedoc, et de Marie Antoinette de La Roche.

Dont, du premier mariage :
- Victoire Félicité Françoise d'Aumont (Paris, 29 janvier 1760 - Paris, 12 septembre 1765) ;
- Louis-Marie-Céleste d'Aumont, duc de Piennes, puis 8e duc d'Aumont, lieutenant-général, Pair de France (Paris, 7 septembre 1762 - 9 juillet 1831), marié à Paris le 6 août 1781 avec Mélanie Charlotte de Rochechouart Faudoas (14 octobre 1765 - Paris, 23 avril 1790) portrait peint par Elisabeth Vigée Le Brun, puis en 1792 avec Françoise Fortunée Pauline de Chauvigny. Dont postérité du premier mariage ;

Du second mariage :
- Louise Antoinette Aglaé d'Aumont (Paris, 21 décembre 1773 - Paris, 24 mars 1847), mariée le 25 juin 1805 avec Alexandre de Sainte-Aldegonde, ancien émigré, nommé Pair de France le 5 novembre 1827, dont postérité ;
- Jeanne Louise Constance d'Aumont (10 septembre 1775 - Paris, 25 février 1852), mariée le 25 juin 1805 (le même jour que sa soeur) avec Charles Séraphin Joseph de Sainte Aldegonde, maréchal de camp, député de l'Aisne de 1815 à 1819 ;
- Louise Henriette Victorine d'Aumont (Paris, 8 décembre 1776 - Brunn, 15 janvier 1802) ;
- Emmanuel Louis Thérèse d'Aumont (Paris, 15 janvier 1780 - Linz, 28 février 1799).

## Sources
- « Louis-Alexandre-Céleste d'Aumont », dans Adolphe Robert et Gaston Cougny, Dictionnaire des parlementaires français, Edgar Bourloton, 1889-1891 [détail de l’édition]

## Pages connexes
- Maison d'Aumont
- Famille Le Tellier de Louvois
- Villequier-Aumont